# Forintos József
Forintos József (Budapest, 1954. december 10. – Budapest, 2009. szeptember 26.) labdarúgó, középpályás, hátvéd.

## Pályafutása
A Ferencváros csapatában kezdte a labdarúgást. 1973 és 1976 között mindössze négy mérkőzésen lépett pályára a Fradiban. Három egyéb hazai díjmérkőzésen és egy nemzetközi barátságos mérkőzésen. 1979 és 1986 között a Bp. Volán labdarúgója volt, ahol többnyire hátvédként szerepelt. Az élvonalban 1979. szeptember 15-én mutatkozott be a Tatabányai Bányász ellen, ahol csapata 3–1-re kikapott. A Volán kétszer esett ki az élvonalból. Mindkét alkalommal a következő évben sikerült a visszajutást kivívni a csapattal. Összesen 119 NB I-es mérkőzésen lépett pályára és hat gólt szerzett. Utolsó élvonalbeli mérkőzésen a Tatabánya együttesét 2–0-ra legyőzte csapata.

## Sikerei, díjai
- NB II
  - bajnok.: 1982–83, 1984–85